# Observatoire volcanologique d'Alaska
Pour les articles homonymes, voir AVO.
L'observatoire volcanologique d'Alaska, en anglais Alaska Volcano Observatory, ou AVO, est un observatoire volcanologique situé à Anchorage, assurant la surveillance et l'étude des volcans de l'Alaska, un État du nord-ouest des États-Unis. Il dépend, pour partie, de l'United States Geological Survey.